# Baixada Fluminense

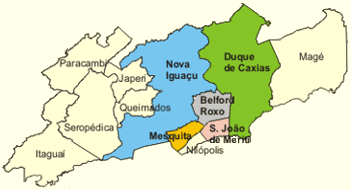
Baixada Fluminense

De Baixada Fluminense (Laagland of Vlakte van Fluminense) is een streek in de Braziliaanse staat Rio de Janeiro, gelegen tussen de stad Rio de Janeiro in het zuiden en het Nationaal park Serra dos Órgãos in het noorden, aan de baai van Guanabara. De streek telt ongeveer 3 miljoen inwoners, waardoor het de tweede meest bevolkte regio van de staat is, na de stad Rio de Janeiro zelf.
De Baixada Fluminense omvat de gemeenten Duque de Caxias, Nova Iguaçu, São João de Meriti, Nilópolis, Belford Roxo, Queimados en Mesquita, ten noorden van de stad Rio De Janeiro. Ook Magé en Guapimirim (oostwaarts) en Japeri, Paracambi, Seropédica en Itaguaí (ten westen en ten noordwesten) worden soms gerekend tot de Baixada.
Tot de 19e eeuw was de streek bekend onder de naam "Baixada da Guanabara". Het kende in de 18e eeuw een zekere ontwikkeling, toen het een belangrijke corridor vormde voor het transport van goud uit de naburige staat Minas Gerais. De volgdende eeuw was het een van de eerste streken waar koffieplantages ontstonden. Tijdens het bewind van keizer Pedro II kende de streek een economische neergang door de aanleg van de spoorwegen, waardoor het transport langs de rivieren en de wegen uit de streek verminderde.
In het begin van de 20e eeuw kende de streek een grote instroom van personen uit de rest van het land, die op zoek waren naar een beter bestaan in de buurt van Rio de Janeiro, dat toen de hoofdstad was van Brazilië. In de tweede helft van de 20e eeuw raakte de streek bekend om zijn armoede, misdaad en gebrek aan sociale voorzieningen.